# Licania parvifolia
Licania parvifolia là một loài thực vật có hoa trong họ Cám. Loài này được Huber mô tả khoa học đầu tiên năm 1909.